# Tadeusz Ferenc
Tadeusz Ferenc (ur. 10 lutego 1940 w Rzeszowie, zm. 27 sierpnia 2022 tamże) – polski ekonomista, polityk i samorządowiec, poseł na Sejm IV kadencji, w latach 2002–2021 prezydent Rzeszowa.

## Życiorys
Syn Stanisława i Katarzyny. Od 1956 do 1963 pracował jako robotnik w Wytwórni Sprzętu Komunikacyjnego „PZL-Rzeszów”. Następnie, do 1972 był kierownikiem magazynu. W latach 1972–1981 pełnił funkcję zastępcy dyrektora przedsiębiorstwa Transbud Rzeszów. W 1975 ukończył studia na Wydziale Ekonomicznym Akademii Ekonomicznej w Krakowie. Od 1981 do 1984 był kierownikiem w przedsiębiorstwie Budimex. Następnie, do 1985 pełnił funkcję zastępcy dyrektora Rzeszowskich Zakładów Naprawy Samochodów. W latach 1985–1991 kierował Miejskim Zarządem Budynków Mieszkalnych. W 1993 został prezesem Spółdzielni Mieszkaniowej „Nowe Miasto”. Funkcję tę pełnił do 2001.
Od 1964 do rozwiązania należał do Polskiej Zjednoczonej Partii Robotniczej. W 1990 wstąpił do Socjaldemokracji Rzeczypospolitej Polskiej, a w 1999 – do Sojuszu Lewicy Demokratycznej. Zasiadał we władzach wojewódzkich tych partii.
W 1994 i 1998 wybierany na radnego Rady Miasta Rzeszowa II i III kadencji, w trakcie której jego mandat wygasł 9 października 2001 (jego miejsce zajął Konrad Fijołek). W latach 2001–2002 sprawował mandat posła na Sejm IV kadencji, został wybrany z ramienia Sojuszu Lewicy Demokratycznej – Unii Pracy w okręgu rzeszowskim.
10 listopada 2002 utracił mandat poselski w związku z wyborem na prezydenta Rzeszowa. W 2006 został wybrany na kolejną kadencję, otrzymując prawie 77% wszystkich głosów. W 2010 ponownie wygrał wybory w pierwszej turze, zdobywając ponad 53% głosów. W wyborach z 1997 (startując z ramienia KKW SLD) i 2011 (startując z własnego komitetu pod nazwą „Rozwój Podkarpacia”) bezskutecznie ubiegał się o mandat senatora. W 2014 po raz czwarty wybrano go na urząd prezydenta Rzeszowa z poparciem około 66% głosów.
W 2015 był jednym z założycieli komitetu wyborczego Bronisława Komorowskiego w wyborach prezydenckich. W wyborach w tym samym roku ponownie kandydował jako niezależny do Senatu. W 2018 ponownie został prezydentem Rzeszowa z wynikiem około 64% głosów. W 2019 zrezygnował z członkostwa w SLD. Przed pierwszymi wyborami prezydenckimi w 2020 poparł Władysława Kosiniaka-Kamysza.
10 lutego 2021 ogłosił rezygnację ze stanowiska prezydenta Rzeszowa, motywując to pogorszeniem stanu zdrowia po przebytej chorobie COVID-19. Z tym samym dniem zakończył urzędowanie. W przedterminowych wyborach na swojego następcę udzielił poparcia Marcinowi Warchołowi.
Zmarł 27 sierpnia 2022 w jednym z rzeszowskich szpitali. Został pochowany w alei zasłużonych na cmentarzu Wilkowyja w Rzeszowie.

## Życie prywatne
Był żonaty z Aleksandrą, z którą miał córkę Wiolettę.

## Odznaczenia i wyróżnienia
- Krzyż Wielki Orderu Odrodzenia Polski (pośmiertnie, 2022, za wybitne zasługi w działalności na rzecz wspólnoty samorządowej, za aktywność publiczną i społeczną, za osiągnięcia w pracy na rzecz nowoczesnego samorządu terytorialnego w Polsce)[22]
- Krzyż Komandorski z Gwiazdą Orderu Odrodzenia Polski (2022, za wybitne zasługi w działalności na rzecz społeczności lokalnej, za osiągnięcia w pracy na rzecz samorządu terytorialnego w Polsce)[23][24]
- Krzyż Komandorski Orderu Odrodzenia Polski (2010, za wybitne zasługi dla rozwoju samorządu terytorialnego w Polsce, za osiągnięcia w podejmowanej z pożytkiem dla kraju pracy zawodowej i społecznej)[25]
- Krzyż Oficerski Orderu Odrodzenia Polski (2005, za wybitne zasługi w działalności samorządowej i społecznej)[26]
- Odznaka honorowa „Zasłużony dla Kultury Polskiej” (2014)
- Odznaka honorowa „Za Zasługi dla Turystyki” (2014)
- Odznaka Honorowa za Zasługi dla Samorządu Terytorialnego (2015)[27]
- Medal im. dr. Henryka Jordana (2010)[28]
- Tytuł doktora honoris causa Politechniki Rzeszowskiej (2017)[29]
- Tytuł honorowego obywatelstwa Rzeszowa (2021)[30][31]

## Upamiętnienie
W 2024 jego imieniem nazwano Szkołę Podstawową nr 37 w Rzeszowie.